# Parciaki (przystanek kolejowy)
Parciaki – przystanek osobowy, a dawniej stacja kolejowa w Parciakach-Stacji na linii kolejowej nr 35, w województwie mazowieckim, w Polsce.

## Historia
Po wybudowaniu linii kolejowej w 1915 na trasie Ostrołęka–Chorzele powstał przystanek niedaleko wsi Parciaki. Niemcy zbudowali najpierw kolejkę wąskotorową, a następnie normalnotorową. W 1917 zbudowano drewniany dworzec kolejowy, potem rozszerzony o część murowaną (po 1921 przez Polaków albo w 1940 przez Niemców).
Przystanek kolejowy funkcjonował do 9 czerwca 2001 roku kiedy zamknięto ruch pasażerski na linii. W 2010 roku infrastrukturę kolejową linii kolejowej nr 35 przeznaczono do rozbiórki, do czego jednak nie doszło. W 2019 roku PKP Polskie Linie Kolejowe S.A. podjęły decyzję o zmodernizowaniu linii na odcinku Ostrołęka – Chorzele. Inwestycja obejmuje przebudowę przystanku osobowego Parciaki. Uruchomienie linii wraz z przystankiem nastąpiło 11 czerwca 2023 roku.